# یواس‌اس فرانکلین (۱۷۹۵)
یواس‌اس فرانکلین (۱۷۹۵) (به انگلیسی: USS Franklin (1795)) یک کشتی بود که طول آن ۷۲ فوت ۴ اینچ (۲۲٫۰۵ متر) بود. این کشتی در سال ۱۷۹۵ ساخته شد.